# Locomotiva FS 424
Le locomotive del gruppo 424 sono state locomotive a vapore austriache, di rodiggio 0-4-0, incorporate nel parco delle Ferrovie dello Stato in conto riparazioni di guerra della prima guerra mondiale.

## Storia
Alla fine della prima guerra mondiale entro i nuovi confini del territorio nazionale rimasero diversi tipi di locomotive ferroviarie di costruzione tedesca e austriaca; altre vennero ottenute come risarcimento danni.
Tra queste è il gruppo di 25 locomotive appartenenti al gruppo austriaco KkStB 73 delle Imperial-Reali Ferrovie di Stato austriache (Kaiserlich-königliche österreichische Staatsbahnen) che vennero reimmatricolate nel parco rotabili delle Ferrovie dello Stato assumendo la classificazione di gr. 424.001-025. Gli accantonamenti iniziarono nel 1924; alcune unità sopravvissero fino ai primissimi anni trenta.

## Caratteristiche
Si trattava di macchine a vapore saturo, a quattro assi accoppiati, di concezione già antiquata ma robuste, atte a servizi merci. Il motore era a due cilindri a semplice espansione e agiva sul terzo asse mediante una biella. La distribuzione era interna con meccanismo di tipo Gooch. Il passo rigido era di 2550 mm su 3.900 mm tra assi estremi. Il quarto asse era stato messo in grado di spostarsi trasversalmente di circa 13 mm per facilitare l'inscrizione in curve strette. 
La locomotiva poteva affrontare curve con raggio di 100 m e tirare un treno di 500 tonnellate su pendenza del 10 per mille alla velocità di 15 km/h e di 200 t, su pendenza del 25 per mille, a 12 km/h. Le apparecchiature del freno erano "a vuoto" di tipo Hardy come la maggior parte delle locomotive austriache e ciò ne limitava fortemente la possibilità di circolazione in Italia dato che era possibile usarle per treni merci con frenatura a mano o con treni di materiale ex-austriaco.

## Corrispondenza locomotive ex kkStB e numerazione FS[3]
| Numero e gruppo FS | numero e gruppo KkStB | Fabbrica      | anno di fabbricazione | Demolizione o alienazione |
| ------------------ | --------------------- | ------------- | --------------------- | ------------------------- |
| 424.001            | 73.15                 | Floridsdorf   | 1885                  | 1929                      |
| 424.002            | 73.25                 | Floridsdorf   | 1885                  | 1931                      |
| 424.003            | 73.32                 | Floridsdorf   | 1885                  | 1926                      |
| 424.004            | 73.33                 | Wiener Neust. | 1886                  | 1926                      |
| 424.005            | 73.34                 | Steg          | 1886                  | 1926                      |
| 424.006            | 73.35                 | Floridsdorf   | 1887                  | 1929                      |
| 424.007            | 73.38                 | Floridsdorf   | 1887                  | 1924                      |
| 424.008            | 73.39                 | Floridsdorf   | 1888                  | 1929                      |
| 424.009            | 73.133                | Steg          | 1889                  | 1927                      |
| 424.010            | 73.142                | Floridsdorf   | 1891                  | 1929                      |
| 424.011            | 73.151                | Krauss        | 1891                  | 1924                      |
| 424.012            | 73.163                | Steg          | 1891                  | 1931                      |
| 424.013            | 73.153                | Floridsdorf   | 1891                  | 1928                      |
| 424.014            | 73.155                | Floridsdorf   | 1891                  | 1926                      |
| 424.015            | 73.159                | Steg          | 1891                  | 1930                      |
| 424.016            | 73.262                | Steg          | 1898                  | 1931                      |
| 424.017            | 73.280                | Floridsdorf   | 1899                  | 1927                      |
| 424.018            | 73.302                | Floridsdorf   | 1900                  | 1926                      |
| 424.019            | 73.303                | Floridsdorf   | 1900                  | 1929                      |
| 424.020            | 73.320                | Steg          | 1900                  | 1929                      |
| 424.021            | 73.321                | Steg          | 1900                  | 1930                      |
| 424.022            | 73.356                | Floridsdorf   | 1905                  | 1930                      |
| 424.023            | 73.382                | Floridsdorf   | 1907                  | 1928                      |
| 424.024            | 73.414                | BMMF          | 1909                  | 1931                      |
| 424.025            | 73.425                | Floridsdorf   | 1909                  | 1930                      |